# Grammatica dell'interlingua
La grammatica dell'interlingua è una grammatica anglo-romanza semplificata. È più semplice della grammatica inglese o della grammatica delle lingue romanze, germaniche e slave.

## Articolo
L'articolo determinativo è invariabilmente le, e l'articolo indeterminativo è un; non ha declinazione per genere o numero.
| articolo determinativo                  | articolo indeterminativo              |
| --------------------------------------- | ------------------------------------- |
| le patre (sing.), le patres (pl.)       | un patre (in italiano: "padre")       |
| le studente (sing.), le studentes (pl.) | un studente (in italiano: "studente") |
| le amica (sing.), le amicas (pl.)       | un amica (in italiano: "amica")       |

## Sostantivo
La grande maggioranza del sostantivi termina in una delle vocali "-o" (fructo - "frutto"), "-a" (pagina), "-e" (libertate - "libertà"); "-o" è più frequente. Quando una parola che indica un individuo di sesso maschile termina in "-o" , il corrispondente femminile si forma con la terminazione sostituita da "-a". Il plurale è formato aggiungendo  "-s"; se il sostantivo finisce con una consonante il suffisso è "-es".
| singolare                               | plurale      |
| --------------------------------------- | ------------ |
| fructo (in italiano: "frutto")          | fructos      |
| tempore (in italiano: "tempo")          | tempores     |
| planta (in italiano: "pianta")          | plantas      |
| generation (in italiano: "generazione") | generationes |

## Aggettivi
La grande maggioranza degli aggettivi termina in "-e" (delicate - "delicato", parve - "piccolo"), o in una delle consonanti "-l", "-n", "-r", "-c" (natural - "naturale", equal - "uguale", american - "americano/a", par - "pari", cyclic - "ciclico/a"). Di solito gli aggettivi sono collocati dopo il sostantivo. L'aggettivo non si declina per genere o numero. (Le parve femina es belle. Parve feminas es belle.)
I gradi di comparazione di aggettivi sono espressi con avverbi plus e minus.
| aggettivo                      | comparativo | superlativo    |
| ------------------------------ | ----------- | -------------- |
| grande (in italiano: "grande") | plus grande | le plus grande |
| bon (in italiano: "buono")     | minus bon   | le minus bon   |

## Verbi
I verbi in interlingua non hanno coniugazione per persona. I verbi in interlingua terminano a "-r" all'infinito, e terminano con "-a", "-e", o "-i" al presente; il participio si forma con "-te".
| pronome                                        | Infinito                      | Presente | Passato   | Futuro   | Condizionale |
| ---------------------------------------------- | ----------------------------- | -------- | --------- | -------- | ------------ |
| io, tu, illo nos, vos, illos                   | crear (in italiano: "creare") | crea     | creava    | creara   | crearea      |
| io, tu, illo nos, vos, illos (forme composite) | crear                         | crea     | ha create | va crear | velle crear  |

L'intenzione è che l'Interlingua sia la "media" di tutte le lingue di origine europea.

## Pronomi personali
| Pronomi personali – singolare |        |       |       |      |       |           |
| Persona                       | Genere | Nom.  | Pre.  | Obl. | Rifl. | Genitivo  |
| Prima                         | –      | io    | me    | me   | me    | mi, mie   |
| Seconda                       | –      | tu    | te    | te   | te    | tu, tue   |
| Terza                         | masc.  | ille  | ille  | le   | se    | su, sue   |
| Terza                         | fem.   | illa  | illa  | la   | se    | su, sue   |
| Terza                         | neut.  | illo  | illo  | lo   | se    | su, sue   |
| Pronomi personali – plurale   |        |       |       |      |       |           |
| Persona                       | Genere | Nom.  | Pre.  | Obl. | Rifl. | Genitivo  |
| Prima                         | –      | nos   | nos   | nos  | nos   | nostre    |
| Seconda                       | –      | vos   | vos   | vos  | vos   | vostre    |
| Terza                         | masc.  | illes | illes | les  | se    | lor, lore |
| Terza                         | fem.   | illas | illas | las  | se    | lor, lore |
| Terza                         | neut.  | illos | illos | los  | se    | lor, lore |

## Pronomi dimostrativi
| Dimostrativi |        |        |          |         |
| Ruolo        | Numero | Genere | Prossimo | Remoto  |
| Adjective    | –      | –      | iste     | ille    |
| Pronome      | Sing.  | masc.  | iste     | (ille)  |
| Pronome      | Sing.  | fem.   | ista     | (illa)  |
| Pronome      | Sing.  | neut.  | isto     | (illo)  |
| Pronome      | Plur.  | masc.  | istes    | (illes) |
| Pronome      | Plur.  | fem.   | istas    | (illas) |
| Pronome      | Plur.  | neut.  | istos    | (illos) |